# Оксанинська волость
Оксанинська волость — історична адміністративно-територіальна одиниця Уманського повіту Київської губернії з центром у селі Оксанине.
Станом на 1886 рік складалася з 11 поселень, 11 сільських громад. Населення — 9995 осіб (4942 чоловічої статі та 5053 — жіночої), 1476 дворових господарств.
|                     | Площа, десятин | У тому числі орної, дес. |
| ------------------- | -------------- | ------------------------ |
| Сільських громад    | 11256          | 9182                     |
| Приватної власності | 13899          | 9662                     |
| Іншої власності     | 408            | 330                      |
| Загалом             | 25563          | 19174                    |

Основні поселення волості:
- Оксанине — колишнє власницьке село за 29 верст від повітового міста, 1591 особа, 264 двори, православна церква, школа, 2 постоялих будинки, 3 водяних і 3 вітряних млини.
- Дубове — колишнє власницьке село при річці Ятрань, 798 осіб, 163 двори, православна церква, єврейський молитовний будинок, школа, 2 постоялих будинки, 15 лавок, базари по четвергах, 2 водяних і 3 вітряних млини.
- Коржеве — колишнє власницьке село при річці Ятрань, 548 осіб, 118 дворів, православна церква, постоялий будинок, 3 водяних млини.
- Коржовий Кут — колишнє власницьке село при річці Ятрань, 372 особи, 61 двір, православна церква, школа, постоялий будинок, водяний млин, пивоварний завод.
- Небелівка — колишнє власницьке село при струмках, 1236 осіб, 246 дворів, православна церква, школа, 2 постоялих будинки, водяний і 6 вітряних млинів.
- Нерубайка — колишнє власницьке село при струмках, 1535 осіб, 268 дворів, православна церква, школа, постоялий будинок, 4 водяних і 3 вітряних млини.
- Вільшанка — колишнє власницьке село при річці Ятрань, 325 осіб, 61 двір, православна церква, школа, постоялий двір, водяний млин.
- Вільшанська Слобідка (Мала Вільшанка) — колишнє власницьке село при струмках, 272 особи, 59 дворів, школа, постоялий будинок, вітряний млин.
- Островець — колишнє власницьке село при річці Ятрань, 536 осіб, 100 дворів, православна церква, школа, постоялий будинок, водяний млин.
- Рогове — колишнє власницьке село при річці Ятрань, 630 осіб, 110 дворів, православна церква, школа, постоялий будинок, водяний млин.

Старшинами волості були:
- 1909—1910 роках — Іван Феодосійович Горобець[2],[3],[4];
- 1912—1915 роках — Семен Макарович Плахотний[5],[6].